# ماستکتومی پیشگیرانه
ماستکتومی پیشگیرانه(به انگلیسی: Preventive mastectomy) نوعی پستان‌برداری اختیاری بوده که خطر ابتلا به سرطان پستان را کاهش میدهد.

## موارد مصرف
این روش جراحی جهت کاهش سرطان پستان در افرادی که ریسک بالای ابتلا به این عارضه را داشته، گزینه انتخابی محسوب میشود.این عمل پیشگیرانه مربوط به زنانی با ویژگی های زیر میباشد:
1. جهش در ژن‌های BRCA1 وBRCA2 (ژن‌های سرطان پستان)؛این‌ها نشانه‌های اصلی برای ماستکتومی دوطرفه می‌باشند.[۱]
2. وجود سرطان در یک پستان و سابقه خانوادگی از سرطان پستان.
3. سابقه خانوادگی از سرطان پستان؛ ریسک ژنتیکی میتواند از طریق پدر یا مادر منتقل شود.
4. پرتودرمانی به قفسه سینه قبل از ٣٠ سالگی.
5. وجود کارسینوما در ناحیه لوبولار؛تغییرات پستان خطر ابتلا به سرطان سینه را افزایش میدهد.[۲]

بررسی‌ها باید با کمک متخصصانی که می‌توانند مدل‌های آماری برای پیش بینی خطر ریسک زندگی در سرطان پستان را اندازه گیری نمایند،انجام گیرد.هنگامی که سرطان پستان در یک پستان مشاهده شود، پستان دیگر هنوز سالم بوده ولی ممکن است در ماستکتومی پیشگیرانه برداشته شود.